# Иван Момчилов (лекар)
Вижте пояснителната страница за други личности с името Иван Момчилов.
Иван Стоянов Момчилов е български политик и лекар.
Роден е на 5 юли 1868 в Горна Оряховица, където получава основното си образование, а за средното заминава за Варна. Още незавършил, по време на Сръбско-българската война, постъпва доброволец в Ученическо формирование и участва в боевете при Пирот през 1885 г.
След като се дипломира с отличен успех във Варненската гимназия през 1884, завършва медицина в Женевския университет. Веднага му предлагат работа в София, но той предпочита да служи в родния си град пет години, след това отива три години като лекар в Елена, откъдето произхожда родът му. След това работи две години във Враца.
Избиран е за народен представител от 1901 до 1908, и от 1911 до 1919 г. Бил е известно време подпредседател на XIII обикновено народно събрание. Участва в Балканската война като лекар.
След Първата световна война е преследван по политически причини, затварян за известно време, и с разклатено здраве и огорчен от несправедливостите се завръща в Горна Оряховица, където се отдава всецяло в полза на съгражданите си, които му отдават своето уважение и признателност. Той е вторият гражданин на Горна Оряховица, удостоен с почетно гражданство приживе.
Почива внезапно от разрив на сърцето на 11 февруари 1927 г.